# 德瓦杜尔加
德瓦杜尔加（Devadurga），是印度卡纳塔克邦Raichur县的一个城镇。总人口21992（2001年）。

## 人口
该地2001年总人口21992人，其中男性11304人，女性10688人；0—6岁人口3763人，其中男1923人，女1840人；识字率43.41%，其中男性为50.12%，女性为36.30%。